# Estación Benard
Benard es una estación ferroviaria que se ubicaba en la localidad de Pueblo Muñoz, Departamento Rosario, Provincia de Santa Fe, Argentina.
No presta servicios de pasajeros, solamente de cargas.

## Historia
Su construcción finalizó en 1910 a cargo del Ferrocarril Rosario a Puerto Belgrano.